# 3 000 mètres par équipes aux Jeux olympiques d'été de 1924
Pour un article plus général, voir Athlétisme aux Jeux olympiques d'été de 1924.
Navigation
Anvers 1920
L'épreuve du 3 000 mètres par équipes aux Jeux olympiques de 1924 s'est déroulée les 11 et 13 juillet 1924 au Stade olympique Yves-du-Manoir de Paris, en France.  Elle est remportée par l'équipe de Finlande (Paavo Nurmi, Ville Ritola, Elias Katz, Sameli Tala, Frej Liewendahl et Eino Seppälä).
Il s'agit de la dernière apparition de cette épreuve dans le cadre des Jeux olympiques

## Résultats

### Demi-finales
Les deux demi-finales se déroulent le 11 juillet 1924.
Demi-finale 1
Résultats par équipes :
| Rang | Pays            | Score | Score | Score | Score | Qual. |
| Rang | Pays            | 1     | 2     | 3     | Total | Qual. |
| ---- | --------------- | ----- | ----- | ----- | ----- | ----- |
| 1    | Finlande        | 1     | 2     | 3     | 6     | Q     |
| 2    | Grande-Bretagne | 4     | 5     | 6     | 15    | Q     |
| 3    | Norvège         | 8     | 9     | 10    | 27    |       |
| 4    | Italie          | 7     | 11    | 13    | 31    |       |
| 5    | Pologne         | 12    | 14    | 15    | 41    |       |

Résultats individuels :
| Rang | Athlète                   | Score |
| ---- | ------------------------- | ----- |
| 1    | Paavo Nurmi (FIN)         | 1     |
| 2    | Ville Ritola (FIN)        | 2     |
| 3    | Sameli Tala (FIN)         | 3     |
| 4    | Walter Porter (GBR)       | 4     |
| 5    | Harry Johnston (GBR)      | 5     |
| 6    | Bert McDonald (GBR)       | 6     |
| 7    | Angelo Davoli (ITA)       | 7     |
| 8    | Hans Gundhus (NOR)        | 8     |
| 9    | William Seagrove (GBR)    | —     |
| 10   | Nils Andersen (NOR)       | 9     |
| 11   | Haakon Jansen (NOR)       | 10    |
| 12   | Frej Liewendahl (FIN)     | —     |
| 13   | Elias Katz (FIN)          | —     |
| 14   | Ferruccio Bruni (ITA)     | 11    |
| 15   | Johan Badendyck (NOR)     | —     |
| 16   | Stanisław Ziffer (POL)    | 12    |
| 17   | Giovanni Garaventa (ITA)  | 13    |
| 18   | Julian Łukaszewicz (POL)  | 14    |
| 19   | Stefan Szelestowski (POL) | 15    |
| —    | Eino Seppälä (FIN)        | DNF   |
| —    | Arthur Clark (GBR)        | DNF   |
| —    | George Webber (GBR)       | DNF   |
| —    | Ernesto Ambrosini (ITA)   | DNF   |

Demi-finale 2
Résultats par équipes :
| Rang | Pays       | Score | Score | Score | Score | Qual. |
| Rang | Pays       | 1     | 2     | 3     | Total | Qual. |
| ---- | ---------- | ----- | ----- | ----- | ----- | ----- |
| 1    | États-Unis | 2     | 3     | 4     | 9     | Q     |
| 2    | France     | 5     | 6     | 7     | 18    | Q     |
| 3    | Suède      | 1     | 8     | 12    | 21    |       |
| 4    | Espagne    | 9     | 10    | 11    | 30    |       |

Résultats individuels :
| Rang | Athlète                  | Score |
| ---- | ------------------------ | ----- |
| 1    | Edvin Wide (SWE)         | 1     |
| 2    | William Cox (USA)        | 2     |
| 3    | Edward Kirby (USA)       | 3     |
| 4    | Willard Tibbetts (USA)   | 4     |
| 5    | Paul Bontemps (FRA)      | 5     |
| 6    | Lucien Duquesne (FRA)    | 6     |
| 7    | Camille Barbaud (FRA)    | 7     |
| 8    | James Connolly (USA)     | —     |
| 9    | Axel Eriksson (SWE)      | 8     |
| 10   | Armand Burtin (FRA)      | —     |
| 11   | Joie Ray (USA)           | —     |
| 12   | Jesús Diéguez (ESP)      | 9     |
| 13   | José Andía (ESP)         | 10    |
| 14   | Léonard Mascaux (FRA)    | —     |
| 15   | Fabián Velasco (ESP)     | 11    |
| 16   | Jean Keller (FRA)        | —     |
| 17   | Miguel Palau (ESP)       | —     |
| 18   | Joaquín Miquel (ESP)     | —     |
| 19   | Sven Emil Lundgren (SWE) | 12    |
| 20   | Leo Larrivee (USA)       | —     |
| 21   | Stig Reuterswärd (SWE)   | —     |

### Finale
La finale se déroule le 13 juillet 1924.
Résultats par équipes :
| Rang               | Pays            | Score | Score | Score | Score |
| Rang               | Pays            | 1     | 2     | 3     | Total |
| ------------------ | --------------- | ----- | ----- | ----- | ----- |
| Médaille d'or      | Finlande        | 1     | 2     | 5     | 8     |
| Médaille d'argent  | Grande-Bretagne | 3     | 4     | 7     | 14    |
| Médaille de bronze | États-Unis      | 6     | 8     | 11    | 25    |
| 4                  | France          | 9     | 10    | 12    | 31    |

Résultats individuels :
| Rang | Athlète                | Score |
| ---- | ---------------------- | ----- |
| 1    | Paavo Nurmi (FIN)      | 1     |
| 2    | Ville Ritola (FIN)     | 2     |
| 3    | Bert McDonald (GBR)    | 3     |
| 4    | Harry Johnston (GBR)   | 4     |
| 5    | Elias Katz (FIN)       | 5     |
| 6    | Edward Kirby (USA)     | 6     |
| 7    | George Webber (GBR)    | 7     |
| 8    | William Cox (USA)      | 8     |
| 9    | Paul Bontemps (FRA)    | 9     |
| 10   | Walter Porter (GBR)    | —     |
| 11   | Armand Burtin (FRA)    | 10    |
| 12   | Willard Tibbetts (USA) | 11    |
| 13   | Sameli Tala (FIN)      | —     |
| 14   | Arthur Clark (GBR)     | —     |
| 15   | Léonard Mascaux (FRA)  | 12    |
| 16   | William Seagrove (GBR) | —     |
| 17   | Leo Larrivee (USA)     | —     |
| 18   | Joie Ray (USA)         | —     |
| 19   | Camille Barbaud (FRA)  | —     |
| —    | Frej Liewendahl (FIN)  | DNF   |
| —    | James Connolly (USA)   | DNF   |
| —    | Jean Keller (FRA)      | DNF   |
| —    | Lucien Duquesne (FRA)  | DNF   |